# Bhangura
Bhangura è un sottodistretto (upazila) del Bangladesh situato nel distretto di Pabna, divisione di Rajshahi. Si estende su una superficie di 120,20 km² e conta una popolazione di 81.624 abitanti (dato censimento 1991).